# 遗传程序
遗传程序是John Koza与遗传算法相关的一个技术，在遗传程序中，并不是参数优化，而是计算机程序优化。遗传程序一般采用树型结构表示计算机程序用于进化，而不是遗传算法中的列表或者数组。一般来说，遗传程序比遗传算法慢，但同时也可以解决一些遗传算法解决不了的问题。